# USS O'Callahan
L'USS O'Callahan (FF-1051) était un destroyer d’escorte de classe Garcia de l’United States Navy, plus tard reclassé comme frégate. Il a été nommé en l’honneur de l’aumônier Joseph T. O'Callahan, récipiendaire de la Medal of Honor durant la Seconde Guerre mondiale pour son sauvetage des membres d’équipage du porte-avions USS Franklin (CV-13) après qu’il ait été touché et gravement endommagé par des bombes ennemies.

## Historique
L'USS O'Callahan' a été mis sur cale le 19 février 1964 par la Defoe Shipbuilding Company à Bay City (Michigan). Il a été lancé le 20 octobre 1965, parrainé par la sœur de l’aumônier O'Callahan, Sœur Rose Marie O'Callahan du Collège Maryknoll des Philippines, la première religieuse à parrainer un navire de la marine américaine. Il a été mis en service le 13 juillet 1968 au chantier naval de Boston, dans le Massachusetts, sous le commandement du capitaine Robert L. Brown.
Le 16 août 1968, après son armement à Boston, l’USS O'Callahan part pour son port d'attache de San Diego, en Californie. En route, il fit escale à Norfolk (Virginie), Charleston (Caroline du Sud) et Fort Lauderdale (Floride). Il quitta San Diego le 1er octobre pour 25 jours d’essais de l’électronique et des systèmes d'armes au large du nord-ouest du Pacifique, puis commença sa croisière d’essai le 4 novembre. Après des opérations d’entraînement en mer au large des îles Hawaï du 6 au 17 février 1969, il entra au chantier naval de Long Beach le 4 mars pour une disponibilité post-croisière d’essai jusqu’à la mi-mai. Il a ensuite mené d’autres opérations d’entraînement à partir de San Diego en préparation de son premier déploiement dans le Pacifique occidental.

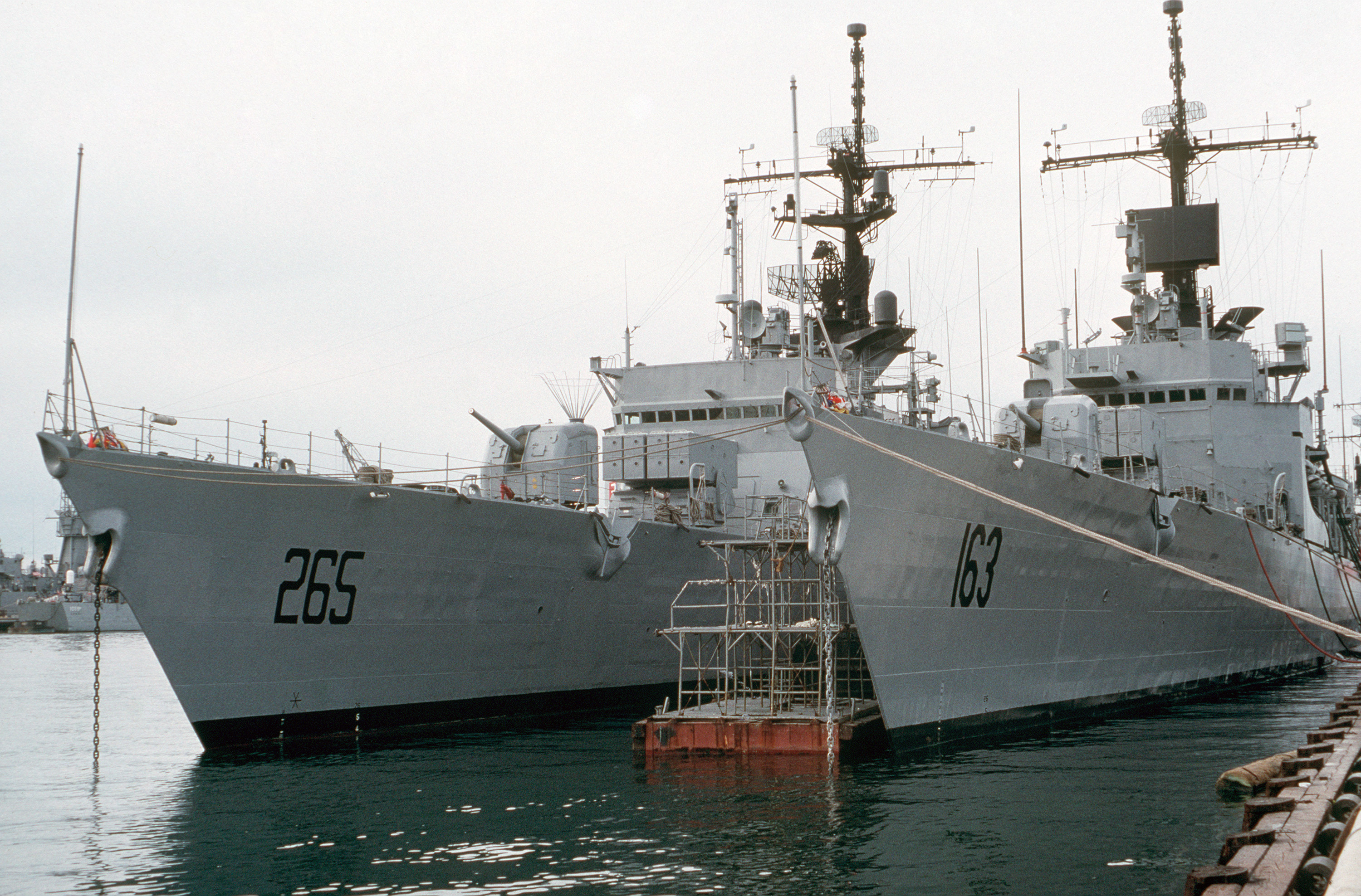
L’ancien USS Brooke (à droite) et l’USS O'Callahan (à gauche) pendant leur service au Pakistan.

Le 30 juin 1975, l’USS O'Callahan fut reclassé comme frégate et reçut la désignation FF-1051.

### Service dans la marine pakistanaise
L’USS O'Callahan servit jusqu’au 31 mai 1989, date à laquelle il fut désarmé et loué au Pakistan. Cependant, à la suite du refus du Pakistan d’arrêter son programme d’armes nucléaires, le bail a été annulé en 1994. Il a été renvoyé sous la garde des États-Unis à Singapour le 19 août 1994 et rayé du registre de la marine le même jour. Le 9 septembre, il fut transféré à l’Administration maritime et vendu à Trusha Investments Pte. Ltd, a/s de Jacques Pierot, Jr. & Sons, Inc., de New York, pour plus de 600 000 $. Il a ensuite été remorqué à Hong Kong et mis au rebut.

## Distinctions
- Combat Action Ribbon
- Coast Guard Meritorious Unit Commendation
- Navy E Ribbon
- National Defense Service Medal avec étoile
- Vietnam Service Medal avec 3 étoiles
- Sea Service Deployment Ribbon avec 4 étoiles
- Republic of Vietnam Campaign Medal[1]